# Greenwich (Nueva York)
Greenwich es un pueblo ubicado en el condado de Washington en el estado estadounidense de Nueva York. En el año 2000 tenía una población de 4,896 habitantes y una densidad poblacional de 43 personas por km².

## Demografía
Según la Oficina del Censo en 2000 los ingresos medios por hogar en la localidad eran de $39,138, y los ingresos medios por familia eran $47,260. Los hombres tenían unos ingresos medios de $34,964 frente a los $26,629 para las mujeres. La renta per cápita para la localidad era de $19,913. Alrededor del 8.4% de la población estaban por debajo del umbral de pobreza.